# Старе Мажарове
Старе́ Мажарове — село в Україні, у Берестинському районі Харківської області. Населення становить 214 осіб. До 2020 орган місцевого самоврядування— Новомажарівська сільська рада.
Після ліквідації Зачепилівського району 19 липня 2020 року село увійшло до Красноградського (Берестинського) району.

## Географія
Село Старе Мажарове знаходиться на відстані 2 км від річки Оріль (правий берег), долина річки сильно заболочена, на ній багато лиманів і озер, в тому числі озеро Можарка і озеро Попове, нижче за течією річки на відстані 1 км розташоване село Нове Мажарове, вище за течією на відстані 2 км — село Нове Пекельне, на протилежному березі річки проходить Канал Дніпро — Донбас.

## Історія
- 1775 — дата заснування.

## Населення
Згідно з переписом УРСР 1989 року чисельність наявного населення села становила 203 особи, з яких 91 чоловік та 112 жінок.
За переписом населення України 2001 року в селі мешкало 214 осіб.

### Мова
Розподіл населення за рідною мовою за даними перепису 2001 року:
| Мова       | Відсоток |
| ---------- | -------- |
| українська | 96,26 %  |
| російська  | 3,74 %   |

## Економіка
- Молочно-товарна і птахо-товарна ферми.

## Відомі люди

### Народилися
- Балабуха Анатолій Хомич — поет, редактор, перекладач.
- Балабуха Кім Хомич — поет, літературознавець, викладач.